# 川郷司駿平
川郷司 駿平（かわごうし しゅんぺい、1995年3月12日 - ）は、日本の俳優である。
千葉県出身。
身長は178cm。特技は野球、ボクシング。

## 出演

### 映画
- 震動（2012年） - 主演・春樹 役[2]
- ひきこさんの惨劇（2013年） - 上谷真治 役
- 潔く柔く（2013年）
- WOOD JOB!〜神去なあなあ日常〜（2014年） - 清水 役
- トリハダ-劇場版2-（2014年） - 安本ユウジ 役
- 想いのこし（2014年） - 藤原亮 役[3]
- スキマスキ（2015年） - ユータ 役
- サバイバルファミリー（2017年） - 小池裕幸 役
- 笑う招き猫（2017年）
- ダブルミンツ（2017年） - 壱河光夫（高校時代）役[4]
- 獣道（2017年） - 北見ハルキ 役[5]
- KILLER TUNE RADIO（2017年） - シュン役[6]
- 黒猫は空中を見る。〜HKT48✖️48人の映画監督たち〜（2017年）- 順平役
- 野球部員、演劇の舞台に立つ! （2018年）- 川口カズマ役[7]
- 内回りの2人 （2018年） - 主演
- 21世紀の女の子 「粘膜」（2019年）[8]
- ダンスウィズミー （2019年）
- 君は月夜に光り輝く （2019年）
- 衝動（2021年） - ヒカル 役
- 恋脳Experiment（2025年）[9]

### テレビドラマ
- ミス・パイロット 第2話（2013年10月22日、フジテレビ）
- なぞの転校生（2014年1月11日 - 3月29日、テレビ東京） - 戸塚肇 役
- BORDER 警視庁捜査一課殺人犯捜査第4係 第7話（2014年5月22日、テレビ朝日） - 横森勉 役[10]
- タイムスパイラル 第1話（2014年9月2日、NHK BSプレミアム） - 里中 役
- なぜ東堂院聖也16歳は彼女が出来ないのか? 第4話（2014年11月10日、メ〜テレ） - 金子 役
- 信長協奏曲 ドラマSP （2016年1月23日、フジテレビ）
- いつかこの恋を思い出してきっと泣いてしまう 第7話 （2016年2月29日、フジテレビ） - 勝田 役
- AKBラブナイト 恋工場 第13話「噂の転校生」（2016年6月2日、テレビ朝日） - 山崎亮太 役[11]
- 刑事7人シーズン2 第6話（2016年8月24日、テレビ朝日） - 渋川おさむ 役
- 夏目漱石の妻 第1話（2016年9月24日、NHK 総合） - 寺島 役
- BG〜身辺警護人〜第2章 第1話（2020年6月18日、テレビ朝日） - 伊丹勇人 役
- だから私はメイクする 第1話（2020年10月8日、テレビ東京） - 清水公平 役
- 悪女のすべて（2022年7月2日 - 9月24日、BS松竹東急） - 青柳雅人 役
- 警視庁考察一課 第6話（2022年11月21日、テレビ東京） - 毛利元哉 役

### 配信ドラマ
- 全裸監督（2019年、Netflix）

### 舞台
- ちーちゃん短編やろうよ「好きだ」（2019年）

### その他
- ザ・闇金融道2（2013年）OV
- FM802×TSUTAYA 春のキャンペーンソング「music train 〜春の魔術師〜」（2015年）MV
- 痛快TVスカッとジャパン（2016年）TVバラエティ
- Ye Ye 「ゆらゆら」（2017年）MV
- 地方公務員になりたいコウタロウの場合（2018年）主演 ショートムービー

### CM
- アサヒフードアンドヘルスケア「1本満足バー」（2012年）
- NTT docomo
  - ドコモにのりかえ割（2013年）
  - スマートライフ（2014年）[注 1]
- DeNA「パズ億〜爽快パズルゲーム」（2014年）[12]
- 日本郵政グループ・コンテンツサイト（2015年）ナレーション
- リクルート「タウンワーク」（2015年）
- 3M スコッチ・ブライト™️スクラブウェットシート「さよなら油汚れ編」（2015年）
- CHINTAI「続CHINTAIにおまかせ」（2016年）
- パナソニック「ネイマール オリンピック/パラリンピック 挑戦編」（2016年）ナレーション
- パナソニック「ネイマール オリンピック/パラリンピック RIO2016編」（2016年）ナレーション